# ウイン・トレ
ウイン・トレ（イタリア語: Wind Tre S.p.A.）は、ブランド名の「ウイントレ」（イタリア語: WINDTRE）で知られるCKハチソン・ホールディングス傘下のイタリアの電気通信事業者（移動体通信、固定電話）。
CKハチソン・ホールディングスとヴィンペルコム（後のVEON）の合弁事業として、CKハチソン・ホールディングス傘下の3・イタリアとヴィンペルコム傘下のウインドの対等合併により、2016年12月31日に設立された。
2018年9月7日、欧州委員会の認可を得てCKハチソン・ホールディングスがVEONから持分を買い取り、100%子会社とした。
合併後、2017年5月23日にビジネス向けのブランドは「ウインド・ビジネス」（Wind Business）・「3・ビジネス」（3 Business）から「ウイン・トレ・ビジネス」（Wind Tre Business）に統一したが、個人向けのウインド、3・イタリア、インフォストラーダ（Infostrada、ウインドの固定回線事業のブランド）は、2020年3月16日まで使用されていた。リブランディング戦略によって、ウイントレ、ウイン・トレ・ビジネス、ベリー・モバイル（Very Mobile。イリアド・イタリア、オ・モバイル、ケナ・モバイルと競合する仮想移動体通信事業者（MVNO）のブランドとして2020年2月24日より使用）に再編された。ベリー・モバイルは、eSIM、VoLTE、VoWiFiに対応したイタリア初のMVNOとなった。
2022年8月、通信規制庁（AGCOM）の認可を得てイリアド・イタリアと共同で田舎の人口密度が低い地域で5G回線の共有を開始した。2023年1月には両社の合弁事業としてゼフィロ・ネットが設立された。
2022年にはイタリアの個人向けSIMで首位となり、利用中のSIM全体でもテレコム・イタリア・モービレとボーダフォン・イタリアに次ぐ3位となった。
2024年8月、同年2月の合意に基づきテッセリスを除くOpNet（移動体通信事業者）の資産（コンピュータネットワーク、子会社を含む）をジェフェリーズ・ファイナンシャル・グループから買収した。